# متلألئة ريشية
متلألئة ريشية (الاسم العلمي:Luzula plumosa) هي نوع من النباتات تتبع جنس المتلألئة من الفصيلة الأسلية.